# Системная склеродермия
Склеродерми́я (греч. σκληρός — «твёрдый» и δέρμα — «кожа») — прогрессирующее заболевание из группы коллагенозов аутоиммунного характера. Склеродермия бывает:
- ограниченная;
- системная (данная статья про неё).

Системная склеродермия — аутоиммунное заболевание соединительной ткани, с характерным поражением кожи, сосудов, опорно-двигательного аппарата и внутренних органов (легкие, сердце, пищеварительный тракт, почки), в основе которого лежит нарушение микроциркуляции, воспаление и генерализованный фиброз.

## Классификация
По международной классификации болезней МКБ-10, системная склеродермия имеет две под-формы:
- Диффузная
- Лимитированная (CREST-синдром)

## Этиология и патогенез
Возможно, заболевание имеет генетическую предрасположенность. Однако достоверно провоцирующими факторами её появления являются такие внешние вредные факторы, как переохлаждение, вибрация на производстве, перенесенные инфекции нервной системы. Развитие воспаления мелких сосудов приводит к разрастанию вокруг них коллагена и фиброзной ткани, а также специфическое изменение их стенок — утолщение, потеря ими эластичности, возможно даже полное закрытие просвета мелких сосудов. Эти изменения, в свою очередь, приводят к нарушению кровоснабжения всех органов и тканей, вовлеченных в патологический процесс. Недостаточное кровоснабжение тканей приводит к их истончению (например, слизистых пищевода и желудка), или, напротив, утолщению (стенок альвеол в легких), нарушению их основных функций (всасывания в желудочно-кишечном тракте, выведение углекислоты легкими, сокращение мышечных волокон).

## Диагностика
Клинические проявления склеродермии отличаются большим разнообразием, поскольку заболевание поражает практически все органы и ткани.
Характерным является поражение кожи, что встречается у большинства больных склеродермией. Диагностическими симптомами являются маскообразность лица (крайне сниженная мимика, производящая впечатление как бы натянутости кожи лица) и изменение кистей рук (худые и малоподвижные пальцы, с крупными ногтями и утолщением концевых фаланг).
Диагноз системной склеродермии является достоверным при наличии одного «большого» или двух «малых» критериев (Американская коллегия ревматологов).
1. «Большой» критерий:
  - Проксимальная склеродермия: симметричное утолщение кожи в области пальцев, с распространением проксимально от пястно-фаланговых и плюснефаланговых суставов. Изменения кожи могут наблюдаться на лице, шее, грудной клетке, животе.
2. «Малые» критерии:
  - Склеродактилия: перечисленные выше кожные изменения, ограниченные пальцами.
  - Дигитальные рубчики — участки западения кожи на дистальных фалангах пальцев или потеря вещества подушечек пальцев.
  - Двусторонний базальный пневмофиброз; сетчатые или линейно-узловые тени, наиболее выраженные в нижних отделах легких при стандартном рентгенологическом обследовании; могут быть проявления по типу «сотового легкого».

## Клиника
Изменение сосудов кистей рук приводит к развитию синдрома Рейно — резкого сосудистого спазма с похолоданием и болью в пальцах. Еще одним специфическим поражением являются суставные изменения при склеродермии. Проявляются они воспалением с довольно быстрым нарушением подвижности суставов и формированием, так называемых, контрактур, то есть необратимой тугоподвижности из-за разрастания фиброзной ткани в суставе и потери эластичности её капсулы.
Из внутренних органов при склеродермии наиболее часто поражаются почки, лёгкие, сердце. Изменения в них приводят к снижению всех функций органа. Например, при поражении почек это проявляется нарастанием почечной недостаточности. В результате развивается общая интоксикация организма в сочетании с потерей белка и ионов.
Большинство изменений при склеродермии — например, мышечные и костные боли, — могут напоминать проявления ревматизма или ревматоидного артрита. Дифференциальная диагностика с этими заболеваниями проводится на основании рентгенологического исследования и иммунных тестов.

## Лечение
В лечении склеродермии базовыми средствами являются препараты, уменьшающие фиброзные изменения сосудов — ферментные препараты на основе лидазы или ронидазы, производные гиалуроновой кислоты и другие. Фармакологическое лечение сочетается с физиотерапией и физкультурой для предотвращения тугоподвижности в суставах.

## Прогноз
Прогноз заболевания условно неблагоприятный, современная медицина не может устранить причину возникновения заболевания, воздействуя только на его симптомы. Заболевание хроническое, медленно прогрессирующее, адекватное лечение лишь улучшает качество жизни и замедляет прогрессирование болезни, трудоспособность со временем полностью утрачивается, происходит инвалидизация больного.